# 1072
1072 (MLXXII) je bilo prestopno leto, ki se je po julijanskem koledarju začelo na nedeljo.

## Dogodki
- 10. januar - Normani zavzamejo Palermo. Po zavzetju zadnjih bizantinskih ozemelj prejšnje leto brata Guiscard (Robert in Roger) usmerita vse napore v zavzetje muslimanske Sicilije. Robert (apulski vojvoda) podeli Rogerju naziv sicilskega grofa.
- januar - Bitka pri Golpejeri: kastiljski kralj Sančo II. premaga brata Alfonza VI. in mu odvzame Leon.
- 27. maj - Winchesterski sporazum: kralj Viljem I. Angleški podeli primat canterburyjski nadškofiji nad yorško nadškofijo. Nadškofa Thomaž iz Bayeuxa (York) in Lanfranc (Canterbury), ki je bil napoten pred kratkim, sta si bila v sporu glede nadškofovskega prvenstva v Angliji. Kralj je bil v disputu bolj naklonjen Lanfrancu.
- 29. junij - Oslepitev bivšega bizantinskega cesarja Romana IV. Diogena, ki se je pod pritiskom neuspeha in porazov v vojnah s Seldžuki in Normani bil prisiljen odpovedati prestolu. Nasprotniki ga po uveljavljeni bizantinski politični praksi oslepijo in pošljejo v samostan, kjer teden dni kasneje brez medicinske oskrbe zaradi infekcije umre.
- 6. oktober - Po atentatu na kastiljskega kralja Sanča II., ki je nedavno bratoma odvzel Galicijo in Leon, postane kastiljski kralj Alfonz VI.
- Ustanovitev Krške škofije. Njen sedež je bila Krka na severnem Koroškem (nem. Gurk) s tamkajšnjim opuščenim samostanom benediktink, ki ga je leta 1043 ustanovila grofica Ema Krška.
- Protinormanski upornik Hereward Pazljivi izgine iz zgodovine. Ni znano, ali je bil ubit.↓
- → Istega leta Viljem Osvajalec vpade na Škotsko, da se maščuje za sodelovanje Škotov v uporu in podpore škotskega kralja Malcolma III. nesojenemu pretendentu Edgarju Aethelingu.

- Dinastija Song: učenjak in uradnik Shen Kuo, član Wang Anshijevega kroga reformistov, prevzame nadzor nad čiščenjem kanala zunaj prestolnice Kaifeng in ugotovi, da so usedline mulja primerne za uporabo kot gnojilo. Istega leta prevzame v vodenje Urad za astronomijo. Skupaj s sodelavcem Wei Pujem  v naslednjih petih letih preračunavata položaje planetov, zvezd, Meseca, trikrat na noč, vsak dan. Z ugotovitvami sta izboljšala kitajski koledar.
- Kitajski slikar Guo Xi nariše sliko »Zgodnja pomlad«.
- Umrlega seldžuškega sultana Alp Arslana zamenja njegov sin Malik Šah I.
- Turški jezikoskovec Mahmud al-Kašgari predstavi delo »Povzetek turških jezikov«, namenjen kot priročnik za abasidske kalife v Bagdadu. Delo, napisano v arabščini, vsebuje izbor zgodnje turške literature in zemljevid s prikazom, kje žive turški narodi. Odlikuje ga strogi jezikovni purizem, ki zavrača uporabo takrat uradne in kulturno vplivne perzijščine.

## Rojstva
- Agnes Nemška, hčerka cesarja Henrika IV., švabska vojvodinja, avstrijska markiza († 1143)
- Magnus Billung, saški vojvoda († 1106)
- Tankred, italonormanski križar, galilejski knez († 1112)
- Velf II., bavarski vojvoda († 1120)

## Smrti
- 21. februar - Peter Damiani, italijanski kardinal, teolog in cerkveni učitelj (* 1006)
- 16. marec - Adalbert Hamburški, nadškof Hamburga in Bremna (* 1000)
- 22. september - Ouyang Xiu, kitajski državnik, zgodovinar, esejist, pesnik (* 1007)
- 7. oktober - Sančo II., kastiljski kralj (* 1036)
- 15. december - Alp Arslan, turški (seldžuški) sultan (* 1029)
- Bagrat IV., gruzijski kralj (* 1018)
- Hereward Pazljivi, anglosaksonski upornik (* 1035)
- protipapež Honorij II.
- Roman IV. Diogen, bizantinski cesar